# 周鍾岱
周鍾岱，原名述謙，贵州思南人，晚清官员，同進士出身。

## 生平
咸豐三年（1853年）癸丑科進士，三甲四十九名，官江西瑞昌縣知縣。